# Bloed-retinabarrière
De bloed-retinabarrière is een fysieke barrière in het oog, die ervoor zorgt dat het netvlies (retina) dun blijft en voorkomt dat er bloedplasma naar het netvlies toe lekt.

## Structuur
De barrière bestaat uit het retinaal pigmentepitheel en het onderliggende membraan van Bruch, en wordt gevormd door verbindingen van collageenvezels tussen de cellen van de bloedvaten.

## Pathologie
Disfunctie van deze barrière speelt in verschillende ziekteprocessen een rol. Een voorbeeld daarvan is diabetische retinopathie, waarin de bloedvaten van slechtere kwaliteit zijn waardoor de bloed-retinabarrière wordt verminderd of opgeheven. Uit dierproeven is gebleken dat de barrière minder goed functioneert bij hoge bloeddruk